# Laskowicze (rejon oktiabrski)
Laskowicze (biał. Ляскавічы, Laskawiczy; ros. Лясковичи, Laskowiczi, ros. hist. Лѣсковичи) – wieś na Białorusi, w obwodzie homelskim, w rejonie oktiabrskim, w sielsowiecie Laskowicze.

## Historia
W XIX i w początkach XX w. położone były w Rosji, w guberni mińskiej, w powiecie bobrujskim. Były wówczas siedzibą zarządu gminy Laskowicze.
Po I wojnie światowej pod administracją polską, w Zarządzie Cywilnym Ziem Wschodnich, w okręgu mińskim, w powiecie bobrujskim, pozostając siedzibą gminy. W wyniku postanowień traktatu ryskiego znalazły się w granicach Związku Sowieckiego. Od 1991 w niepodległej Białorusi.